# Mehraz

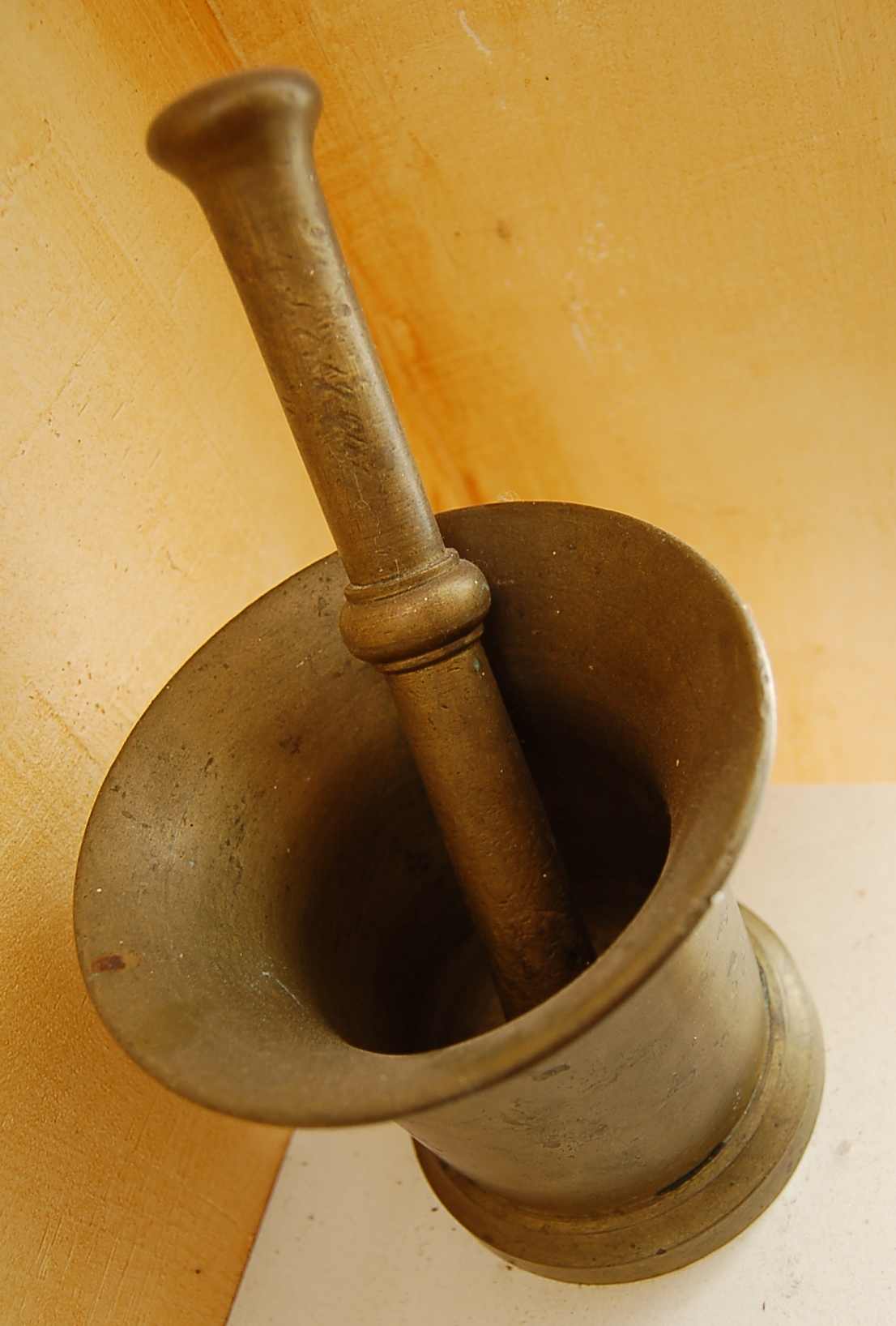
Mehraz

El mehraz (en árabe المهراز), a veces también mehrèz es un mortero tradicionalmente utilizado en la gastronomía magrebí. Se encuentran en las cocinas de Marruecos, Argelia y Túnez. Generalmente son de metal, concretamente de cobre, aunque en algunos pueblos se pueden encontrar de piedra. El mehraz consta de un recipiente cilíndrico y una mano de mortero que sirve para moler el contenido del recipiente. 
Se utiliza para moler especias como el comino o la pimienta, granos de café o plantas como el perejil, el cilantro y el ajo .
Tradicionalmente se usa para preparar salsa dersa y chermoula.